# Федорович Наталія Володимирівна
Наталія Володимирівна Федорович (нар. 26 лютого 1972, м. Львів) — українська державна  і політична діячка. Керівник Секретаріату Уповноваженого Верховної Ради України з прав людини. Голова Франківської райадміністрації Львівської міської ради (2009—2010). Заступник Міністра соціальної політики України (2014—2019).

## Життєпис

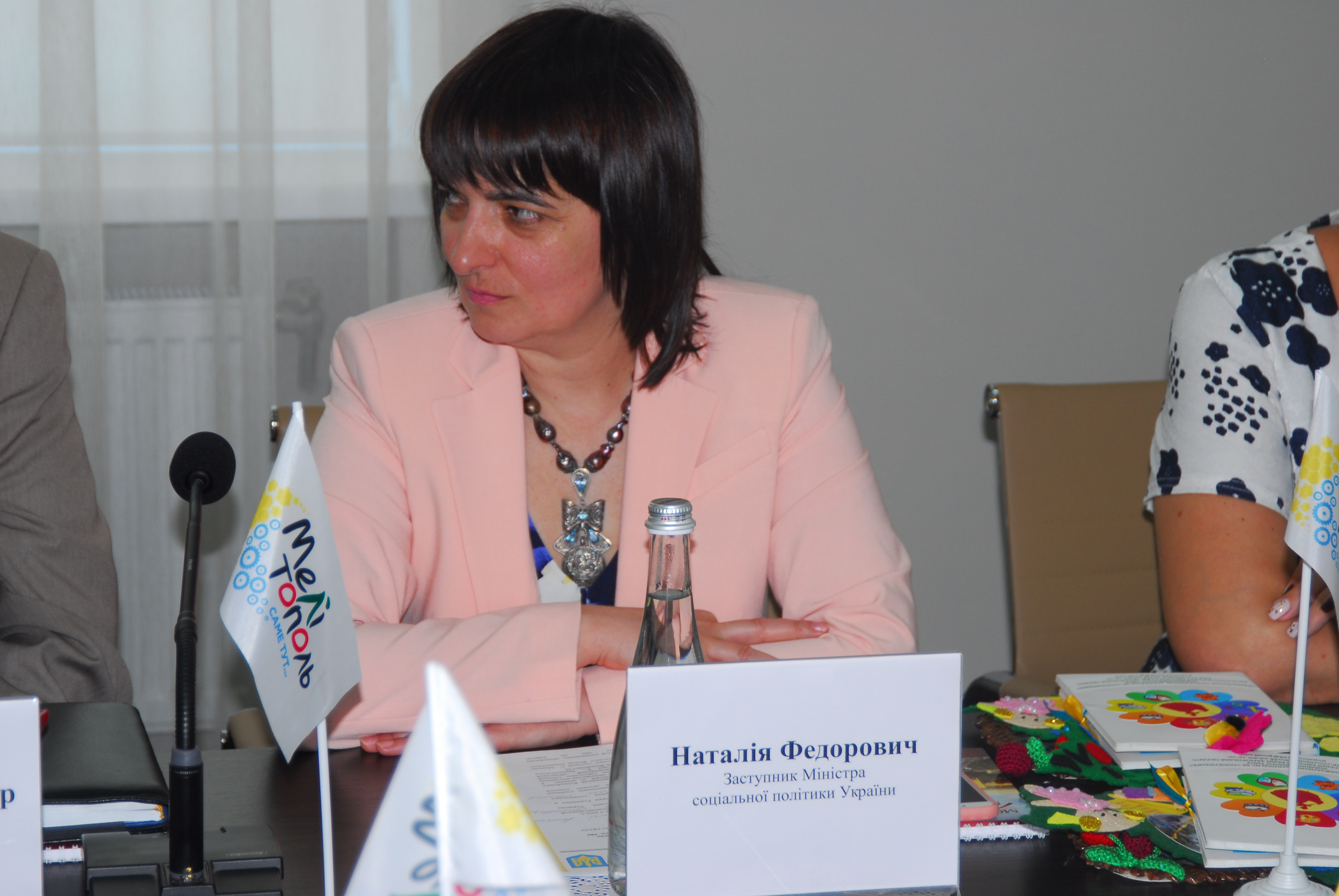

Закінчила Львівський державний університет імені Івана Франка (1994, «Історія»); аспірантуру (1999); Український католицький університет (2005, «Катехитика»); Інститут післядипломної освіти Львівського національного університету імені Івана Франка, юрист (2012).
У 1994—1999 — викладач Львівського педагогічного училища № 1.
У 1999—2006 — викладач Педагогічного коледжу Львівського національного університету імені Івана Франка.
У 2006—2007 — начальник управління праці та соціального захисту Львівської міської ради, у 2007—2009 — начальник управління соціального захисту департаменту гуманітарної політики Львівської міської ради.
У 2009—2010 — голова Франківської райадміністрації Львівської міської ради.
У 2010—2012 — начальник управління молоді, сім'ї та спорту департаменту гуманітарної політики Львівської міської ради. Від жовтня 2012 до березня 2014 — начальник управління соціального захисту департаменту гуманітарної політики Львівської міської ради.
19 березня 2014 призначена заступником міністра соціальної політики.
У 2014 році була членкинею політради партії Всеукраїнське об'єднання «Свобода», тоді ж під № 36 у виборчому списку «Свободи» балотувалась до Верховної Ради України. 
2015 — директор Департаменту сімейної, ґендерної політики та протидії торгівлі людьми.
- Співголова робочої групи з розробки проекту Національної стратегії у сфері прав людини[9]  .
- Заступник Голови Міжвідомчої ради з питань сім'ї, гендерної рівності, демографічного розвитку, запобігання насильству в сім'ї та протидії торгівлі людьми[10][11]  .
- Голова Експертної ради з питань запобігання та протидії дискримінації за ознакою статі[12].
- Була учасницею делегації України на нараді ОБСЄ[13].

6 вересня 2019 — звільнена з посади заступника міністра соціальної політики.
2019-2020 — Представник Уповноваженого Верховної Ради України з прав людини з питань міжнародного співробітництва.
2020 — Керівник Секретаріату Уповноваженого Верховної Ради України з прав людини.

## Родина
Виховує сина Романа.

## Нагороди
- Подяка з нагоди Дня міста Львова (06.05.2010)[18]